# Швебгайм
Швебгайм (нім. Schwebheim) — громада в Німеччині, розташована в землі Баварія. Підпорядковується адміністративному округу Нижня Франконія. Входить до складу району Швайнфурт.
Площа — 8,10 км2. Населення становить 4202 ос. (станом на 31 грудня 2020).

## Відомі уродженці
- Ернст фон Бібра (1806—1878) — німецький мандрівник, вчений-природознавець, письменник.